# In Your House 7: Good Friends, Better Enemies
In Your House 7: Good Friends, Better Enemies è stata la settima edizione dell'evento in pay-per-view In Your House, prodotto dalla World Wrestling Federation. L'evento si è svolto il 28 aprile 1996 all'Omaha Civic Auditorium di Omaha, Nebraska.

## Risultati
| #            | Incontri | Stipulazioni                                          | Durata |
| ------------ | --- | ----------------------------------------------------- | ------ |
| Free for all | Marc Mero (con Sable) ha sconfitto 1-2-3 Kid (con Ted DiBiase) per squalifica                                                        | Single match                                          | 07:17  |
| 1            | Owen Hart e British Bulldog hanno sconfitto Ahmed Johnson e Jake Roberts                                                             | Tag team match                                        | 13:47  |
| 2            | The Ultimate Warrior ha sconfitto Goldust (c) (con Marlena) per countout                                                             | Single match per il WWF Intercontinental Championship | 07:38  |
| 3            | Vader (con Jim Cornette) ha sconfitto Razor Ramon                                                                                    | Single match                                          | 14:49  |
| 4            | The Bodydonnas (Skip e Zip) (c) (con Sunny) hanno sconfitto The Godwinns (Henry O. Godwinn e Phineas I. Godwinn) (con Hillbilly Jim) | Tag team match per il WWF Championship                | 07:17  |
| 5            | Shawn Michaels (c) (con José Lothario) ha sconfitto Diesel                                                                           | No Holds Barred match per il WWF Championship         | 17:53  |
| Dark match   | Savio Vega ha sconfitto Steve Austin (con Ted DiBiase)                                                                               | Single match                                          | 10:38  |
| Dark match   | Hunter Hearst Helmsley ha sconfitto Marc Mero (con Sable)                                                                            | Single match                                          | 14:10  |
| Dark match   | The Undertaker (con Paul Bearer) ha sconfitto Mankind                                                                                | Single match                                          | 13:24  |